# 阪急職業野球団応援歌
「阪急職業野球団応援歌」（はんきゅうしょくぎょうやきゅうだんおうえんか）は、かつて日本職業野球連盟に所属していた阪急軍（現在のオリックス・バファローズ）の初代球団歌である。作詞・岩沢光城、作曲・古谷幸一。

## 解説
1920年（大正9年）、日本のプロ野球で最初のチームとなる日本運動協会（芝浦協会）が結成されたが、1923年（大正12年）に発生した関東大震災のために解散を余儀なくされた。その後、かねてから関西の私鉄各社によるリーグ戦を構想していた阪急東宝グループ創業者の小林一三が芝浦協会の運営体制引き取りを申し出たため、本拠地を兵庫県川辺郡小浜村の宝塚球場に移し「宝塚運動協会」として活動していたが、その宝塚協会も1929年（昭和4年）に解散してしまう。
5年後の1934年（昭和9年）に読売新聞社が大日本東京野球倶楽部（巨人軍）を結成したことに呼応し、関西では小林率いる阪急電鉄にとって最大の競合企業であり「東洋一」と謳われた甲子園球場を擁する阪神電鉄が1935年（昭和10年）末に大阪野球倶楽部（現在の阪神タイガース）を結成したが、阪神側では当初からかつて宝塚協会を運営していた阪急がリーグ創設の動きを察知することを見越して極秘裏に球団の設立準備を進めていた。阪神の球団設立後、阪急側は対抗して大阪阪急野球協会（阪急軍）を結成し、名古屋軍、名古屋金鯱軍、東京セネタース、大東京軍を加えて計7チームで1936年（昭和11年）2月に日本職業野球連盟が結成された。
この当時、世間では大学野球や中学野球の方が人気で職業野球は一段低く見られていたため、応援団も現在のような一般のファンによる組織ではなく社会人野球の延長線上でオーナー企業の社員らが球場に動員されることが多かった。阪急の場合も例に洩れず4月29日に開始された第1回リーグ戦を前に電鉄社員らを組織して「阪急野球団後援会」を結成しブラスバンドによる応援を行ったが、この時に演奏されたのが「阪急職業野球団応援歌」である。作曲者の古谷は宝塚音楽学校の教員で、宝塚歌劇団の関係者による球団歌の作曲は戦後も1988年（昭和63年）に阪急がオリックスにチームを売却して手放すまで踏襲され続けた。
同年9月には第1回「阪急軍・タイガース定期野球戦」が甲子園と宝塚で開催され、阪神側も電鉄社員らが「大阪タイガース応援団」を組織して阪急後援会と熾烈な応援合戦を繰り広げ、双方のスタンドから各500名により「大阪タイガースの歌」と「阪急職業野球団応援歌」の大合唱が飛び交う状態であったと9月14日付の『関西中央新聞』で報じられている。
職業野球は戦時下の中断を経て1946年（昭和21年）に再開されたが、戦後に活動を再開した6球団（巨人、阪神、中日、松竹、阪急、南海）のうち戦前からの球団歌を継続使用したのは阪神のみで、1949年（昭和24年）末に勃発した2リーグ分裂を受けてパシフィック・リーグに属することになった阪急では懸賞公募によって2代目の球団歌「阪急ブレーブスの歌」を制定した。